# Taeniotes orbignyi
Taeniotes orbignyi är en skalbaggsart som beskrevs av Guérin-Méneville 1844. Taeniotes orbignyi ingår i släktet Taeniotes och familjen långhorningar.
Artens utbredningsområde är Panama. Inga underarter finns listade i Catalogue of Life.